# Kreis Szigetszentmiklós
Szigetszentmiklós (ungarisch Szigetszentmiklósi járás) ist ein Kreis im mittelungarischen Komitat Pest, südlich der Landeshauptstadt Budapest gelegen. Er grenzt im Westen an den Kreis Gyál, im Süden an die Kreise Dabas und Ráckeve sowie im Westen an den Kreis Érd. Im Norden bildet die Landeshauptstadt Budapest die Komitatsgrenze.

## Geschichte
Der Kreis entstand im Zuge der ungarischen Verwaltungsreform Anfang 2013 aus Teilen des Kleingebiets Ráckeve (ungarisch Ráckevei kistérség). Das Kleingebiet gab 9 seiner 20 Gemeinden ab, entsprechend einem Drittel der Fläche bzw. drei Viertel der Bevölkerung.

## Gemeindeübersicht
Der Kreis Szigetszentmiklós hat eine durchschnittliche Gemeindegröße von 12.624 Einwohnern auf einer Fläche von 23,48 Quadratkilometern. Der drittbevölkerungsreichste Kreis hat die drittgrößte   Bevölkerungsdichte im Komitat. Der Kreissitz befindet sich in der größten Stadt, Szigetszentmiklós, im Norden des Kreises gelegen. Die Stadt tangiert den 21. Bezirk (XXI. kerület) von Budapest.
| 9 Gemeinden             | Status       | Herkunft Kleingebiet | Einwohnerzahl | Einwohnerzahl | Einwohnerzahl | Fläche (km²) | Bevölkerungs- dichte (Ew./km²) |
| 9 Gemeinden             | Status       | Herkunft Kleingebiet | 01.10.2011    | 01.01.2013    | 01.01.2016    | 01.01.2016   | Bevölkerungs- dichte (Ew./km²) |
| ----------------------- | ------------ | -------------------- | ------------- | ------------- | ------------- | ------------ | ------------------------------ |
| Délegyháza              | Gemeinde     | Ráckeve              | 3.378         | 3.559         | 3.833         | 25,42        | 150,8                          |
| Dunaharaszti            | Stadt        | Ráckeve              | 20.473        | 20.396        | 21.018        | 29,17        | 720,5                          |
| Dunavarsány             | Stadt        | Ráckeve              | 7.363         | 7.416         | 7.659         | 22,52        | 340,1                          |
| Halásztelek             | Stadt        | Ráckeve              | 9.200         | 9.183         | 9.758         | 8,64         | 1129,4                         |
| Majosháza               | Gemeinde     | Ráckeve              | 1.482         | 1.519         | 1.555         | 11,42        | 136,2                          |
| Szigethalom             | Stadt        | Ráckeve              | 16.886        | 17.035        | 17.156        | 9,12         | 1881,1                         |
| Szigetszentmiklós       | Stadt        | Ráckeve              | 34.708        | 34.714        | 36.330        | 45,65        | 795,8                          |
| Taksony                 | Großgemeinde | Ráckeve              | 6.107         | 6.105         | 6.137         | 20,85        | 294,3                          |
| Tököl                   | Stadt        | Ráckeve              | 10.851        | 10.106        | 10.168        | 38,49        | 264,2                          |
| Kreis Szigetszentmiklós |              |                      | 110.448       | 110.033       | 113.614       | 211,28       | 537,7                          |